# Туховичи (Ляховичский район)
Туховичи (бел. Тухавічы) — деревня в Островском сельсовете Ляховичского района Брестской области Белоруссии.

## География
Расположено на реке Щара.

## Этимология
Существует легенда о происхождении названия деревни. Ранее на этом месте было болото. Говорят, что это были «тухлые болота», от этого и название «Туховичи».

## Население
Население по состоянию на 2009 год — 920 человек.

## Инфраструктура
В деревне есть средняя школа, музыкальная школа и детский сад.
Также есть 3 магазина: «Юла», «Шанс» и «Родны Кут». Работает отделение Белпочты.
Ранее тут находилась больница на 30 коек, но на данный момент только амбулатория.

## Экономика
В Туховичах находится торфо-брикетный завод «Ляховичский».

## Транспорт
Проложена дорога Ляховичи — Туховичи и Барановичи — Туховичи.